# Давидович, Димитрий
Димитрий Давидович (серб. Димитрије Давидовић; 23 октября 1789, Земун — 6 апреля 1838, Смедерево) — сербский политик, дипломат, писатель, редактор, журналист и публицист.
Автор первой сербской конституции — «Органического» или «Сретенского устава».

## Биография
Образование получил в Пештском университете. Около 1812 года переселился в Вену и там посвятил себя защите интересов сербского народа.
В течение нескольких лет издавал первый сербский журнал: «Новине сербске» (с 1813 по 1816 год вместе с Дмитрием Фрушичем и потом до 1822 года самостоятельно). Одновременно издавал альманах «Забавник» (с 1815 по 1834), где помещены многие статьи Д. Давидовича, например «Деяния к истории сербского народа» (отдельной книгой в 1821).
Когда сербское правительство решило сгруппировать вокруг себя всех выдающихся сербов, он был вызван из Вены и в 1823 году получил место в крагуевацкой канцелярии, а в 1826 году сделался государственным секретарём князя Сербии Милоша Обреновича. В качестве дипломата посетил Константинополь.
Разработал и подготовил по образцу, главным образом, французской конституции, первую сербскую конституцию – «Органический» или «Сретенский устав».
Д. Давидович выступил резким противником реформы сербской кириллицы Вука Караджича и настолько повлиял на князя, что перевод Библии, изданный Караджичем в Вене, был запрещён в Сербии.